# Ait amara
Ait Amara est un village de la commune d’Akfadou, Daira de Chemini, dans la wilaya de Béjaïa en Algérie.